# Rafał Motriuk
Rafał Motriuk (ur. 1972 we Wrocławiu) - dziennikarz radiowy, korespondent naukowy Polskiego Radia, współpracownik BBC i RTÉ. 

## Życiorys
Ukończył IX Liceum Ogólnokształcące im. Juliusza Słowackiego, gdzie w 1991 roku zdał egzamin maturalny. Karierę rozpoczął w Polskim Radiu Wrocław w 1996 roku jako student IV roku filologii angielskiej na Uniwersytecie Wrocławskim. W PRW był producentem, prezenterem i reporterem.
W latach 1998–1999 pracował jako nauczyciel akademicki w Nauczycielskim Kolegium Języków Obcych we Wrocławiu, gdzie nauczał fonetyki i fonologii j. angielskiego.
W 1999 roku przeniósł się do Sekcji Polskiej BBC w Londynie, gdzie był wydawcą i producentem dzienników radiowych i programów „Reflektor”, „Przewodnik europejski BBC” oraz „Popkulturalny Magazyn BBC”. Był również wydawcą i producentem anglojęzycznych programów „Science In Action” i „World Business Report” emitowanych na antenie BBC World Service. Otrzymał nagrodę BBC za specjalne korespondencje o wyborach prezydenta USA. W Sekcji Polskiej BBC pracował do jej zamknięcia w 2005 roku.
W roku 2005 relacjonował dla Telewizji Polskiej wydarzenia związane z zamachami terrorystycznymi w Londynie. W tym samym roku został korespondentem Polskiego Radia w Londynie.
Od maja 2006 roku pracuje jako korespondent naukowy Polskiego Radia. Komentuje również wydarzenia w Polsce dla BBC World News, BBC News, BBC Online, BBC World Service i RTÉ. 
Od 1999 roku Rafał Motriuk publikuje również na łamach polskiej i zagranicznej prasy. Współpracował między innymi z Dziennikiem, Tygodnikiem Powszechnym, Pulsem Biznesu, Muzą, Machiną, nowojorskim Nowym Dziennikiem i londyńskim The Independent.
W listopadzie 2006 roku ukazała się książka Rafała Motriuka pt. „Prosta droga do sukcesu”.
Od 2010 roku wykłada dziennikarstwo na Uniwersytecie Wrocławskim i Szkole Wyższej Psychologii Społecznej.